# Derek Parfit
Derek Parfit (1942 – 2017) è stato un filosofo britannico, specializzato in identità personale, epistemologia ed etica. È ampiamente considerato uno dei filosofi morali più importanti e influenti della fine del XX e dell'inizio del XXI secolo.

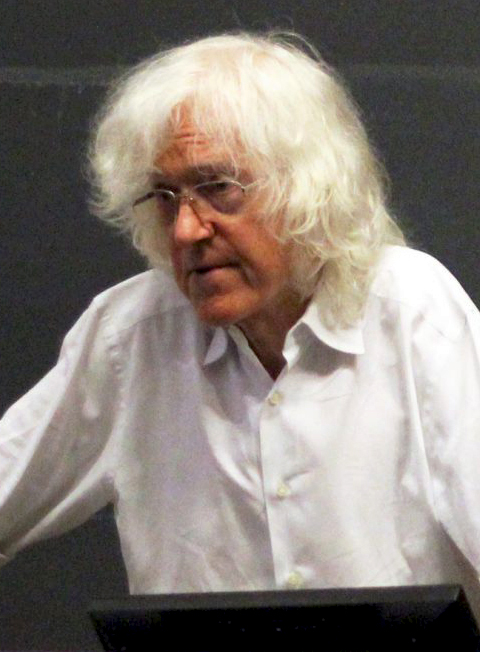
Derek Parfit a Harvard (2015)

Parfit divenne noto in ambito accademico già con il suo primo articolo, "Personal Identity" (1971). Il suo primo libro, Reasons and Persons (1984), è stato descritto come l'opera più significativa della filosofia morale a partire dal 1800. Il suo secondo libro, On What Matters (2011), è stato ampiamente discusso fin da prima della sua effettiva pubblicazione.
Per tutta la sua carriera accademica, Parfit ha lavorato all'Università di Oxford, dove al momento della sua morte era ricercatore emerito presso l'All Souls College. È stato anche professore ospite di filosofia presso l'Università di Harvard, la New York University e la Rutgers University. Gli è stato conferito il premio Rolf Schock 2014 "per i suoi contributi pionieristici riguardanti identità personale, la considerazione per le generazioni future e l'analisi della struttura delle teorie morali".

## Biografia
Parfit è nato nel 1942 a Chengdu, in Cina, figlio di Jessie (nata Browne) e Norman Parfit, medici trasferitisi in Asia per insegnare medicina preventiva negli ospedali missionari. Circa un anno dopo la nascita di Parfit, la famiglia è però tornata nel Regno Unito e si è stabilita a Oxford. Ha studiato alla Dragon School e all'Eton College, dove ha ottenuto ottimi risultati in tutte le materie tranne la matematica. Da piccolo desiderava essere poeta, ma abbandonò la poesia verso la fine dell'adolescenza.
Ha poi studiato storia moderna al Balliol College di Oxford, laureandosi nel 1964. Nel 1965-66 è stato Harkness Fellow presso la Columbia University e l'Università di Harvard ed è in questo periodo che ha abbandonato gli studi storici per dedicarsi alla filosofia. Parfit è quindi tornato a Oxford ed è diventato membro dell'All Souls College. Ha ricoperto questo incarico fino all'età di 67 anni, data in cui è andato in pensione. Anche dopo il pensionamento, ha continuato a collaborare con l'Università di Harvard, la New York University e la Rutgers.

## Pensiero
Nel suo celebre libro Reasons and Persons (1984), Parfit sostiene che l'identità numerica non sia "ciò che conta" per la sopravvivenza personale, quanto piuttosto la continuità psicologica e la connessione causale tra stati mentali. Egli utilizza esperimenti mentali fantascientifici, riguardanti ad esempio il teletrasporto e il trasferimento di cervello, per dimostrare che l’identità è meno importante di quanto si pensi: se ad esempio la mente di una persona viene trasferita in un altro corpo con gli stessi ricordi, desideri e tratti caratteriali, la continuità personale è preservata anche se l’identità numerica non lo è.
Il fatto che l'identità non sia così importante lo porta a sostenere una visione impersonalista dell’etica, secondo la quale le persone dovrebbero preoccuparsi meno della loro sopravvivenza individuale e più delle connessioni che hanno con gli altri.

## Opere
- 1964: Eton Microcosm. Edited by Anthony Cheetham and Derek Parfit. London: Sidgwick & Jackson.
- 1971: "Personal Identity". Philosophical Review. vol. 80: 3–27. JSTOR 2184309
- 1979: "Is Common-Sense Morality Self-Defeating?". The Journal of Philosophy, vol. 76, pp. 533–545, October. JSTOR 2025548
- 1984: Reasons and Persons. Oxford: Clarendon Press. ISBN 0-19-824615-3
- 1992: "Against the social discount rate" (with Tyler Cowen), in Peter Laslett & James S. Fishkin (eds.) Justice between age groups and generations, New Haven: Yale University Press, pp. 144–161.
- 1997: "Reasons and Motivation". The Aristotelian Soc. Supp., vol. 77: 99–130. JSTOR 4106956
- 2003:  Derek Parfit, Justifiability to each person, in Ratio, vol. 16, n. 4, 2003,  pp. 368-390, DOI:10.1046/j.1467-9329.2003.00229.x.
- 2006: "Normativity", in Russ Shafer-Landau (ed.). Oxford Studies in Metaethics, vol. I. Oxford: Clarendon Press.
- 2011: On What Matters, vols. 1 and 2. Oxford University Press.
- 2017: On What Matters, vol. 3. Oxford University Press.

## Riferimenti
1. ↑  (EN) OBITUARY Derek Parfit Endearingly eccentric moral philosopher who was spoken of in the same breath as John Stuart Mill (PDF), in The Times.
2. 1 2  (EN) Derek Parfit, Philosopher Who Explored Identity and Moral Choice, Dies at 74, in The New York Times, ISSN 0362-4331 (WC · ACNP).
3. ↑  (EN) Larissa MacFarquhar, How To Be Good, in The New Yorker, 29 agosto 2011. URL consultato il 29 gennaio 2025.
4. ↑  (EN) The Rolf Schock Prizes 2014: Rolf Schock – uniting philosophy, mathematics, music and art, su kva.se, 31 febbraio 2014. URL consultato l'8 gennaio 2017 (archiviato dall'url originale l'8 gennaio 2017).
5. ↑  (EN) Jeff McMahan 2017, Derek Parfit (1942-2017) Jeff McMahan says farewell to a friend, su philosophynow.org, Philosophy now.
6. ↑  (EN) Derek Parfit, Global Distinguished Professor of Philosophy, su as.nyu.edu, New York University. URL consultato il 10 aprile 2011 (archiviato dall'url originale il 13 gennaio 2012).
7. 1 2  (EN) Jeff McMahan (philosopher), Obituary of Derek Parfit, Academia.edu.
8. ↑  (EN) Derek Parfit | British philosopher, su britannica.com.
9. ↑  (EN) Julian Baggini, Mr Morality: the astonishing mind of Derek Parfit, su Prospect, 14 giugno 2023. URL consultato il 29 gennaio 2025.
10. ↑  (EN) Dylan Matthews, The whole philosophy community is mourning Derek Parfit. Here's why he mattered., in Vox. URL consultato il 6 gennaio 2017.
11. ↑  (EN) Nicholas Fearn, The Latest Answers to the Oldest Questions: A Philosophical Adventure with the World's Greatest Thinkers, Grove Press, 2007,  p. 17, ISBN 978-0-8021-4347-1.